# Simon Yates
Simon Philip Yates, född 7 augusti 1992 i Bury i Greater Manchester, är en brittisk landsvägscyklist. Han tävlar för UCI WorldTeam Visma-Lease a bike. Han är tvillingbror med Adam Yates, som också är tävlingscyklist.
Yates tog en guldmedalj i poängloppet vid VM i bancykling 2013 i Minsk. Efter att ha varit dopingavstängd 2016 vann han ungdomspriset i Tour de France 2017. Året därpå vann han Vuelta a España.

### Fotnoter
1. ↑  (23 februari 2013). Two Golds for Britain at Track Cycling Worlds. The New York Times. Läst 28 mars 2023.
2. ↑  (17 juni 2016). Simon Yates: Briton banned for four months for failed drug test. BBC. Läst 28 mars 2023.
3. ↑  Fotheringham, William. (24 juli 2017). Simon Yates keeps white jersey in family and prepares for twin assault. The Guardian. Läst 28 mars 2023.
4. ↑  (16 september 2018). Simon Yates wins La Vuelta to complete British 2018 Grand Tour sweep. ESPN. Läst 28 mars 2023.